# ブレッドトーク
ブレッドトーク・グループ・リミテッド（英語: BreadTalk Group Limited、中国語: 麵包新語、麵包物語 SGX: 5DA）は、2000年にシンガポールで設立された飲食業をチェーン展開する企業。シンガポール証券取引所に上場している。子会社のブレッドトーク (BreadTalk Pte Ltd,) を通してブレッドトークブランドのベーカリーをチェーン展開しているほか、フランチャイズ展開を含め様々な飲食店を展開している。

## ブレッドトーク
シンガポールに38店舗を営業し、シンガポール以外にマレーシア、インドネシア、タイ王国、フィリピン、ベトナム、スリランカ、香港、中華人民共和国、オマーン、クウェート、サウジアラビア、ヨルダン、バーレーン、インドでフランチャイズを含め、展開している。インドネシアではJ.COドーナッツを展開するジョニー・アンドリーンが90店舗以上展開している。
2017年にはミャンマーにも出店し、2020年には6店目となる店舗をヤンゴンのショッピングモールJunction 8内に開店した。

## その他のブランド

### 鼎泰豊
台湾の小籠包が看板料理の鼎泰豊（ディンタイフォン）をシンガポール、タイ王国でフランチャイズ展開している。

### フード・リパブリック
フード・リパブリック（Food Republic）はフードコートのブランドで、シンガポールで9箇所、香港、中華人民共和国、マレーシア、台湾、タイ王国で展開している。

### トーストボックス

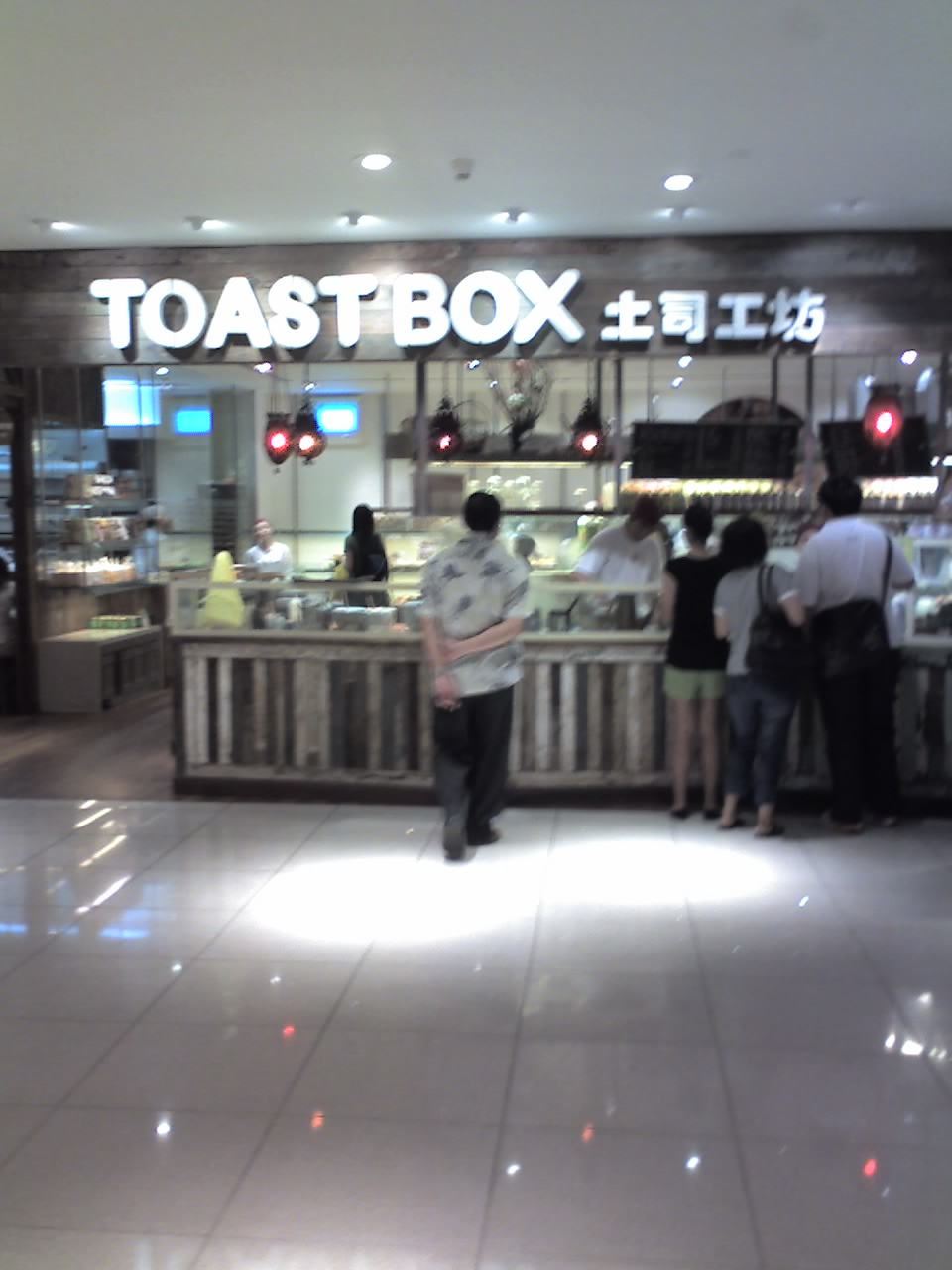
ビボシティのトーストボックス

トーストボックス（Toast Box）は喫茶店のブランドでカヤトースト、コーヒーなどを提供している。ブレッドトークに併設、もしくはフード・リパブリックの中に出店していることが多い。

### ラーメンプレイ
ラーメンプレイ（RamenPlay）は日本の株式会社三宝とともに展開しているラーメン店ブランド。シンガポールと上海で展開している。

### ザ・アイシング・ルーム
ザ・アイシング・ルームはケーキ、ペイストリーをDIYできる店舗。

### カールス・ジュニア
ブレッドトーク（BreadTalk Group Limited）、アスパックF&Bインターナショナル（Aspac F&B International Pte Ltd）、スターフード（Star Food Pte. Ltd.）が協力し、カールス・ジュニアを中華人民共和国の上海、南京で展開している。

### J.COドーナッツ
インドネシアのJ.COドーナッツ（J.CO. DONUTS & COFFEE）をシンガポールでフランチャイズ展開している。

### 呉寶春
台湾のベーカリーブランド呉寶春（呉宝春）との合弁企業が香港、シンガポール、中国などで店舗展開している。